# Colognole (San Giuliano Terme)
Colognole (già Colognole de' Bagni di Pisa) è una frazione del comune italiano di San Giuliano Terme, nella provincia di Pisa, in Toscana.

## Geografia fisica
La frazione di Colognole è situata nella valle del Serchio, sulla riva sinistra del fiume, nel punto in cui questi forma un'ansa a gomito. Il paese è lambito inoltre dal corso d'acqua del canale Ozzeri, e dista meno di 1 km dal vicino borgo di Patrignone, con il quale forma statisticamente un'unica frazione (Colognole-Patrignone), pur possedendo entrambe le caratteristiche di centri abitati distinti. Colognole è inoltre delimitato ad est dal canale Demaniale. Colognole confina a nord con Ripafratta, a est con Molina di Quosa e Pugnano, a sud con Rigoli.

## Storia
Il borgo era anticamente noto come Colognole de' Bagni di Pisa, per distinguerlo dall'omonimo centro nei pressi di Livorno. Colognole è ricordato per la prima volta in un documento del 24 ottobre 884, dove è registrata una cessione di beni a favore della chiesa di San Michele in Foro a Lucca. La località è nuovamente menzionata in un atto del 22 aprile 916 dove si legge di una massarizia (podere) situata «in loco et finibus Colognore prope Flexo».
Colognole nel 1833 contava 367 abitanti.

## Monumenti e luoghi d'interesse

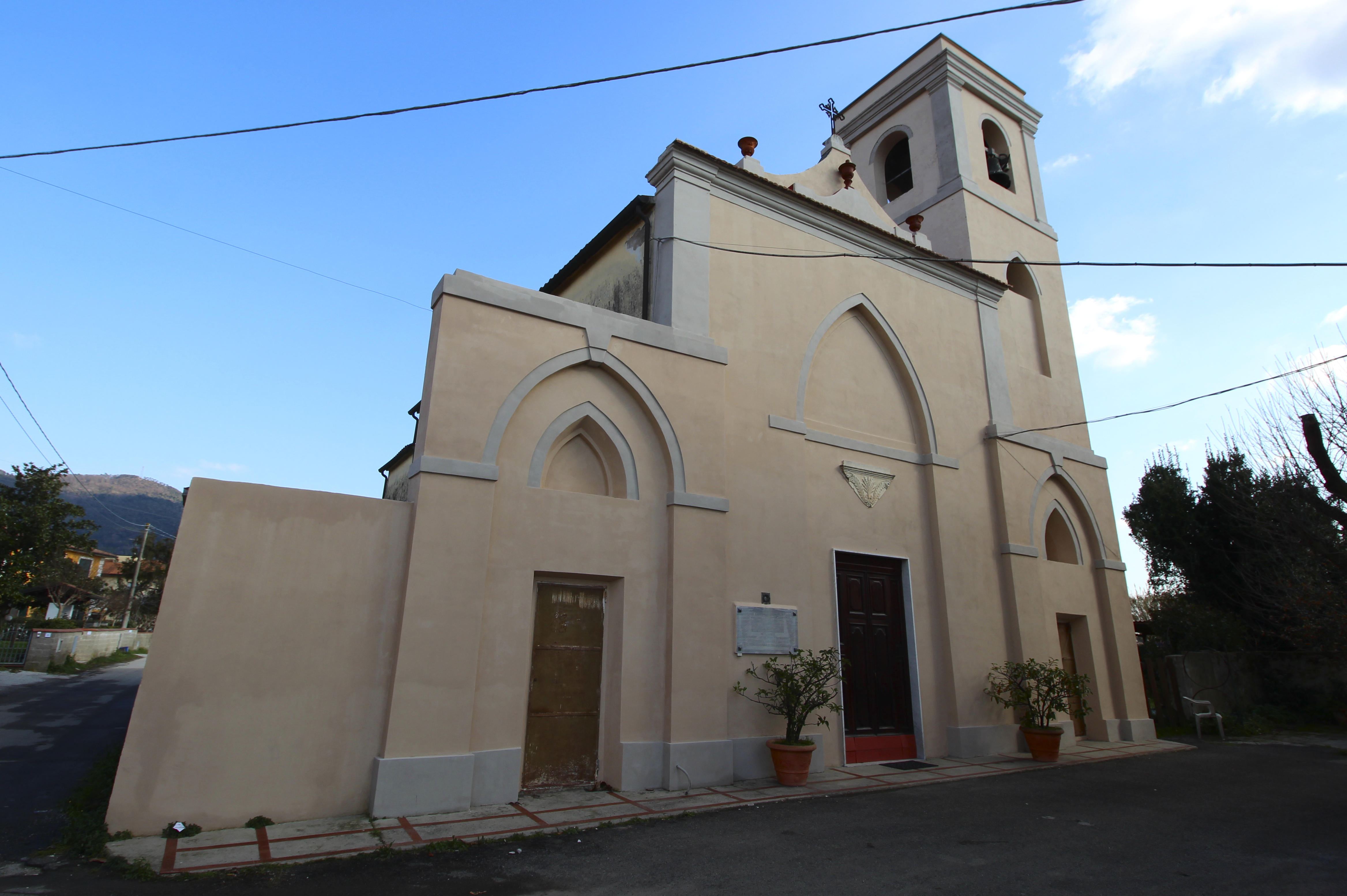
La chiesa dei Santi Ippolito e Cassiano

- Chiesa dei Santi Ippolito e Cassiano, principale edificio di culto della frazione, è situata in via Luigi Sturzo e rientra nella parrocchia dei Santi Lucia e Fabiano di Molina di Quosa.[5][6] Risalente all'epoca medievale, era inserita nel piviere di Pugnano,[3] ed è stata ristrutturata tra il XVIII e il XIX secolo e contiene un organo a canne con soffietto risalente al 1911.
- Il cosiddetto "Tabernacolo di Colognole", progettato da Alessandro Gherardesca e realizzato nel 1831, si trova in realtà nel limitrofo centro abitato di Patrignone.[7]
- Il “Campino di Colognole”, annesso alla Chiesa dei Santi Ippolito e Cassiano, rappresenta il punto di ritrovo centrale del paese, esso viene adibito alla realizzazione di spettacoli e feste tradizionali toscane, gestito su base volontaria dagli abitanti dei paesi limitrofi e il paese stesso. Di recente è stato reso luogo ufficiale per ospitare la visione degli eventi di Fortnite.